# Symphonie no 4 de William Schuman
Pour les articles homonymes, voir Symphonie no 4.
Ne doit pas être confondu avec Symphonie no 4 de Robert Schumann.
La Symphonie no 4 du compositeur américain William Schuman a été composée pour une bourse Guggenheim attribuée à Schuman en 1939. La pièce a été donnée en première mondiale par l'Orchestre de Cleveland sous la direction d'Artur Rodziński le 22 janvier 1942.

## Structure
La symphonie a une durée d'environ 25 minutes et est composée de trois mouvements.
1. tempo = 72 (à 
), Vigoroso con spirito (à ), l'Istesso (à ), Pesante  (à ), 254 mesures :
2. Tenderly, simply (Tendrement, simplement)  (à , 99 mesures) ;
3. tempo = 144  (à , 291 mesures)

## Instrumentation
L'œuvre est écrite pour un grand orchestre comprenant trois flûtes (la 3e jouant aussi du piccolo), trois hautbois, un cor anglais, trois clarinettes en si bémol, une clarinette en mi bémol, une clarinette basse, trois bassons, un contrebasson, quatre cors en fa, trois trompettes en ut, trois trombones, un tuba, des timbales, trois percussionnistes (cymbales, glockenspiel, xylophone, caisse claire, grosse caisse), et les cordes.